# Tiêu Thập Nhất Lang (nhân vật)
Tiêu Thập Nhất Lang (chữ Hán: 蕭十一郎, bính âm: Xiao Shi Yi Lang) là một nhân vật hư cấu chính diện trong một tiểu thuyết võ hiệp, trinh thám cùng tên của nhà văn Cổ Long. Trong tiểu thuyết này, Tiêu Thập Nhất Lang được xây dựng là một nhân vật lãng tử giang hồ, ham thích phiêu lưu và có mối quan hệ đặc biệt với hai người con gái là Thẩm Bích Quân và Phong Tứ Nương.

## Cuộc đời

### Bị vu oan
Tiêu Thập Nhất Lang được Phong Tứ Nương nhờ đánh cắp Cát Lộc Đao nhưng anh đã từ chối, dù vậy anh cũng ra tay cứu Phong Tứ Nương khi cô bị lộ chuyện. Anh cùng với Phong Tứ Nương đến kinh thành và sau đó bị vu oan là người chủ mưu của việc cướp Cát Lộc Đao. Tiêu Thập Nhất Lang phát hiện được có kẻ tự xưng là Tiểu Công Tử đứng sau chuyện này, anh liền từ biệt Phong Tứ Nương để tìm manh mối.

### Gặp Thẩm Bích Quân
Trên đường đi, Tiêu Thập Nhất Lang tình cờ phát hiện Tiểu Công Tử đang thực hiện âm mưu bắt cóc con gái của Thẩm lão phu nhân là Thẩm Bích Quân, cũng là vị hôn thê của cao thủ nổi tiếng đương thời Liên Thành Bích. Anh ra tay cứu được Thẩm Bích Quân, đồng thời cũng phát hiện Tiểu Công Tử là nữ cải nam trang. Sau đó anh và Thẩm Bích Quân yêu nhau. Nhưng vì bệnh tình của Thẩm Bích Quân là do độc tình gây ra nên anh đã rời xa cô ấy. Sau đó, Thẩm Bích Quân trở lại Thẩm Gia Trang thì nơi này đã bị thiêu rụi. Thẩm lão phu nhân mất tích.

### Bị hiểu lầm và trúng kế
Tiêu Thập Nhất Lang đã bị Thẩm Bích Quân hiểu lầm là kẻ chủ mưu nên làm anh bị thương, do đó 2 người dễ dàng bị Tiểu Công Tử (là người chủ mưu) bắt được. Trên đường đi, Tiêu Thập Nhất Lang bất ngờ nhảy xuống vực sâu. Tưởng rằng Tiêu Thập Nhất Lang tự tử, Thẩm Bích Quân đã nhảy xuống theo vì cho rằng mình đã có lỗi với anh.
Lúc tỉnh dậy cô phát hiên mình đang nổi trên 1 đầm lầy, nơi bùn ở đó có tác dụng trị thương. Dòng chảy của bùn đã đưa 2 người đến ngôi nhà bí mật của Tiêu Thập Nhất Lang. 2 người nảy sinh tình cảm nhưng Tiêu Thập Nhất Lang quyết định đưa Thẩm Bích Quân về gặp Liên Thành Bích và chia tay nhau.

### Phát hiện chân tướng
Sau đó Thẩm Bích Quân tình cờ biết được Liên Thành Bích có ý định giết Tiêu Thập Nhất lang, cô đã giúp anh thoát khỏi nguy hiểm. Trên đường trốn chạy, 2 người ngất đi, lúc tỉnh dậy thì phát hiện mình đang ở dinh thự của 1 người tự xưng là Thiên Công Tử, trong nhà có 1 mô hình nhà cửa, con người thu nhỏ.
Sau khi uống một ly trà, 2 người tiếp tục ngất đi, sau khi tỉnh dậy họ thấy mình đang ở trong 1 thế giới đồ chơi, nơi những mô hình họ thấy trong nhà của Thiên Công Tử lớn như thật và những mô hình người biến thành người thật. Sau một thời gian tìm hiểu, Tiêu Thập Nhất Lang phát hiện tất cả chỉ là một cái bẫy của Thiên Công Tử nhằm giam giữ những người bắt được. Tiêu Thập Nhất Lang dẫn Thẩm Bích Quân trốn thoát khỏi nhà của Thiên Công Tử và cuối cùng, anh cùng Tiêu Dao Hầu kéo nhau ra bờ vực quyết chiến, nơi họ mất tích ở đó...

### Trở lại
Hai năm sau trận chiến định mệnh giữa Tiêu Thập Nhất Lang và Tiêu Dao Hầu, Tiêu Thập Nhất Lang lại xuất hiện trên giang hồ, nhưng chàng ta đã hoàn toàn biến đổi, biến đổi một cách đáng sợ.